# Hemipoophilus
Hemipoophilus is een geslacht van halfvleugeligen uit de familie Aphrophoridae. De wetenschappelijke naam van dit geslacht is voor het eerst geldig gepubliceerd in 1912 door Jacobi.

## Soorten
Het geslacht Hemipoophilus  is monotypisch en omvat slechts de volgende soort:
- Hemipoophilus antaeus Jacobi, 1912